# Attentat du métro de Saint-Pétersbourg
L'attentat du métro de Saint-Pétersbourg est un attentat-suicide à la bombe survenu le 3 avril 2017 dans une rame de la ligne 2 du métro de Saint-Pétersbourg, dans le tunnel entre les stations Sennaïa plochtchad et Tekhnologuitcheski institout.
Réalisé à l'aide d'une bombe artisanale, l'explosion fait 14 morts et 53 blessés,. Une seconde bombe artisanale est découverte et désamorcée dans la station Plochtchad Vosstania. L'auteur de l'attentat est Akbarjon Djalilov, un ressortissant kirghize de 22 ans soupçonné de liens avec des groupes djihadistes.
C'est la première fois (dans l'histoire récente) que l'ancienne capitale impériale est frappée par un attentat. Le dernier attentat à la bombe sur le sol russe s'était déroulé à Volgograd les 29 et 30 décembre 2013.

## Contexte
Le 24 février 2017, le groupe État islamique avait revendiqué une attaque contre une base militaire russe appartenant à la Garde nationale dans la république majoritairement musulmane de Tchétchénie. Cet assaut, perpétré avec « des armes légères », avait fait six victimes parmi les soldats, comme chez les assaillants.
Par ailleurs, les forces de l'ordre russes avaient annoncé, épisodiquement, le démantèlement de cellules terroristes se préparant à l'action.
Selon Alexeï Grichine, le président du Centre de la religion et de la société, cité par Le Figaro : « l'attentat de Saint-Pétersbourg est très probablement lié à l'État islamiste dont nous observons un changement de tactique. Dans les grandes villes européennes ou à Moscou, les grands attentats ne sont plus possibles et se transforment en petites opérations impliquant deux à trois personnes ».
L'attentat a lieu alors que le président russe, Vladimir Poutine, est dans sa ville natale afin de rencontrer son homologue biélorusse, Alexandre Loukachenko. En outre, l’attentat intervient alors que l’EI avait appelé à frapper la Russie après son intervention militaire pour soutenir les forces de Bachar el-Assad en Syrie, à la fin de septembre 2015.

## Déroulement des faits

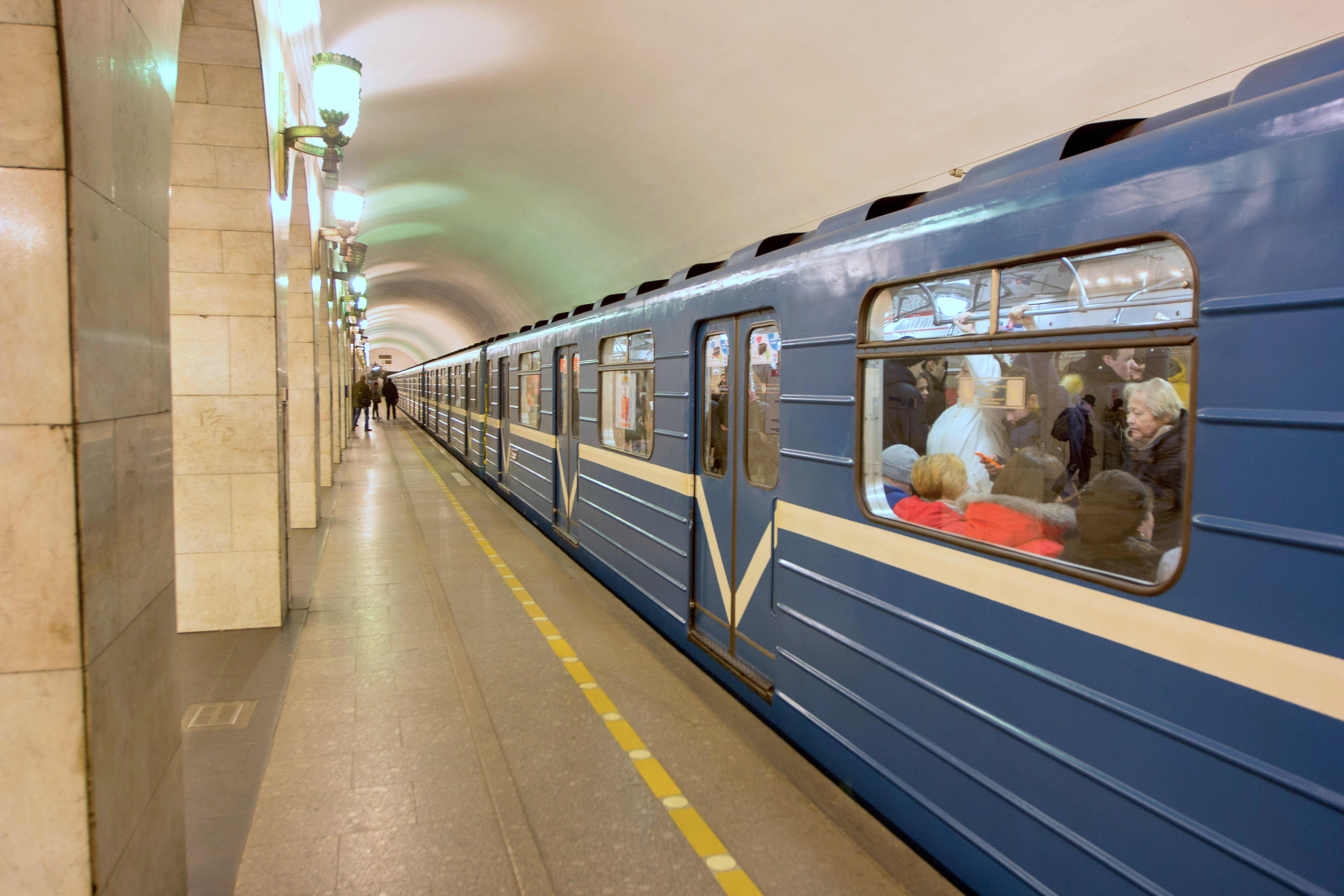
Vue de la station de métro Tekhnologuitcheski institout (Lignes 1 et 2) du métro de Saint-Pétersbourg.

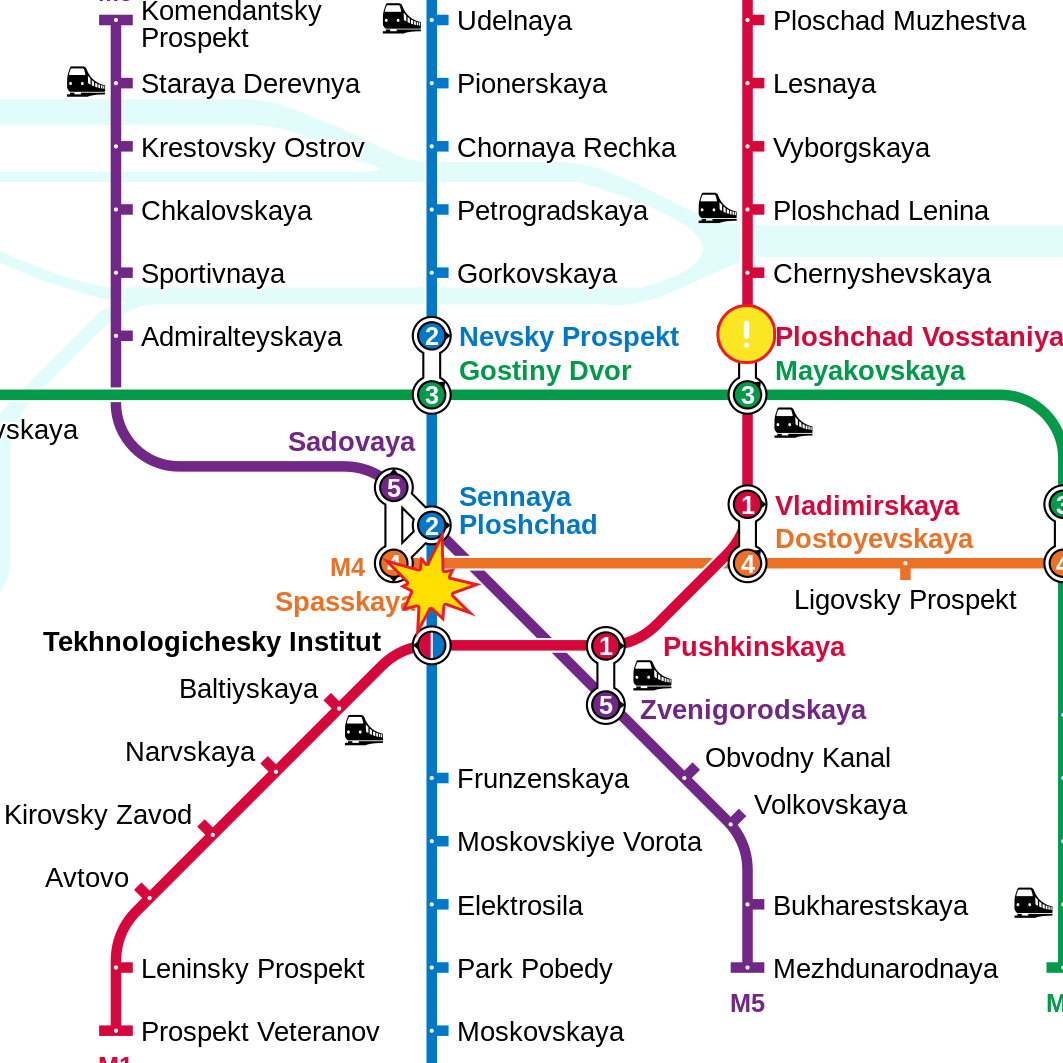
Plan du métro de Saint-Pétersbourg avec l'emplacement de l'explosion et de la découverte de la seconde bombe.

Le 3 avril 2017 vers 14 h 40 heure locale (UTC+3, 13 h 40 en France métropolitaine), une rame de la ligne 2 du métro de Saint-Pétersbourg vient de quitter la station Sennaïa plochtchad (« Place Sennaïa ») dans le centre-ville lorsque, peu après le passage sous le canal de la Fontanka, une bombe artisanale explose dans la troisième voiture. Selon un passager, Andreï Chourchev, qui témoigne au journal Boumaga : « J’ai entendu un bruit très fort puis j’ai senti une brusque poussée et une odeur de poudre à canon s’est répandue. Les lumières dans la voiture suivante se sont éteintes ». 
Le conducteur a alors la présence d'esprit de ne pas arrêter son train en plein tunnel et d'atteindre la station suivante, Tekhnologuitcheski institout (« Institut technologique »), où les passagers sortent par les fenêtres brisées tandis que la fumée envahit le quai ; son action a probablement permis de sauver de nombreuses vies en facilitant l'évacuation et le travail des secours.
Peu de temps après, une autre bombe artisanale est découverte et désamorcée juste à temps, dans la station de métro Plochtchad Vosstania (« Place Vosstania ») sur la ligne 1 du métro, cachée dans un extincteur.
Selon l'agence Interfax, citant des sources policières, l'attaque a probablement été provoquée par un « kamikaze » qui se serait fait exploser,. Le porte-parole du gouvernement russe, Dmitri Peskov, affirme que le drame présente « tous les signes d'un attentat ».
À la suite de l'attentat, toutes les stations du métro sont bouclées et plusieurs artères de Saint-Pétersbourg sont fermées pour laisser passer des ambulances. Dans le même temps, le métro de Moscou et l'aéroport Pulkovo de Saint-Pétersbourg annoncent un renforcement de leurs mesures de sécurité.

## Bilan
L'attentat fait 15 morts et 53 blessés,. Parmi les victimes, onze sont tuées dans l'explosion puis trois autres décèdent de leurs blessures le même jour à l'hôpital ou pendant leur transfert en ambulance. Une quinzième personne, un homme, meurt à l'hôpital dans la nuit du 11 au 12 avril.
| Nationalité | Morts | Réf.   |
| ----------- | ----- | ------ |
| Russie      | 13    | ,      |
| Azerbaïdjan | 1     | [ 18 ] |
| Kazakhstan  | 1     | ,      |
| Total       | 15    |        |

## Revendication
L'attentat est revendiqué le 25 avril par le Bataillon de l'imam Chami, un groupe affilié à al-Qaïda.

## Enquête
Le 3 avril 2017, en fin de journée, la Commission nationale antiterroriste du gouvernement russe annonce qu'elle  ouvre une enquête pour acte de terrorisme. Selon l'agence de presse russe Interfax, les enquêteurs sont à la recherche de deux suspects.
Selon une source au sein des forces de l'ordre citée par l'agence Ria Novosti, l'engin explosif était artisanal et de faible puissance. La deuxième bombe, retrouvée dans la station de Vosstania, était trois à cinq fois plus puissante que la première.

### Profil du terroriste
Le 4 avril 2017, le suspect est identifié comme étant un jeune homme originaire du Kirghizistan, Akbarjon Djalilov selon le porte-parole des services de sécurité kirghizes (GKNB), un ressortissant de 22 ans issu d’un ex-pays d’URSS d’Asie centrale qui aurait des liens avec des groupes djihadistes. Né dans la vallée de Ferghana dans la région kirghize d’Och, à la frontière avec l’Ouzbékistan, Djalilov résidait depuis six ans à Saint-Pétersbourg et avait, sur cette période, changé plusieurs fois de passeport. Selon le ministère de l’Intérieur du Kirghizstan, quelque 600 ressortissants kirghizes ont rejoint les groupes djihadistes en Irak et en Syrie, notamment au sein du groupe État islamique (Daesh).
Selon les enquêteurs russes, Djalilov avait également déposé la seconde bombe, désamorcée dans la station de Vosstania.

### Complicités
Le 6 avril, la police arrête huit personnes (six à Saint-Pétersbourg et deux à Moscou) dont six originaires, comme Djalilov, d'Asie centrale. Les perquisitions permettent la découverte d'un engin explosif identique à celui trouvé à la station Place Vosstania.
Le 17 avril, le FSB arrête Abror Azimov. Le jeune homme, né en 1990 au Kirghizistan et détenteur de la nationalité russe depuis 2013, est soupçonné d'avoir formé Djalilov. Il serait le destinataire, selon le quotidien Kommersant, du dernier appel passé par Djalilov à son « supérieur », peu avant de se faire exploser. Après l'attentat, Asimov désactive son téléphone et sa carte SIM, avant d'abandonner son logement et de disparaître. C'est seulement le jour même de son arrestation qu'il est repéré par la police, après qu'il a rallumé son téléphone. Il avait travaillé, toujours selon Kommersant, dans le café autoroutier Lesnoe avec Sadyk Ortykov et Chokhiste Karimov, deux suspects arrêtés dans les jours précédents. 
Lors de sa déposition, Azimov reconnaît son implication mais plaide l'ignorance : « J'ai participé, mais indirectement. J'ai reçu un ordre. Je ne me suis pas rendu compte que je participais à une entreprise terroriste », dit-il selon les enquêteurs. Le lendemain, devant un tribunal, il déclare au juge : « Je ne conteste pas ma mise en détention. Mais je n'ai pas dit que j'étais impliqué dans l'explosion ».

## Réactions

### Autorités russes

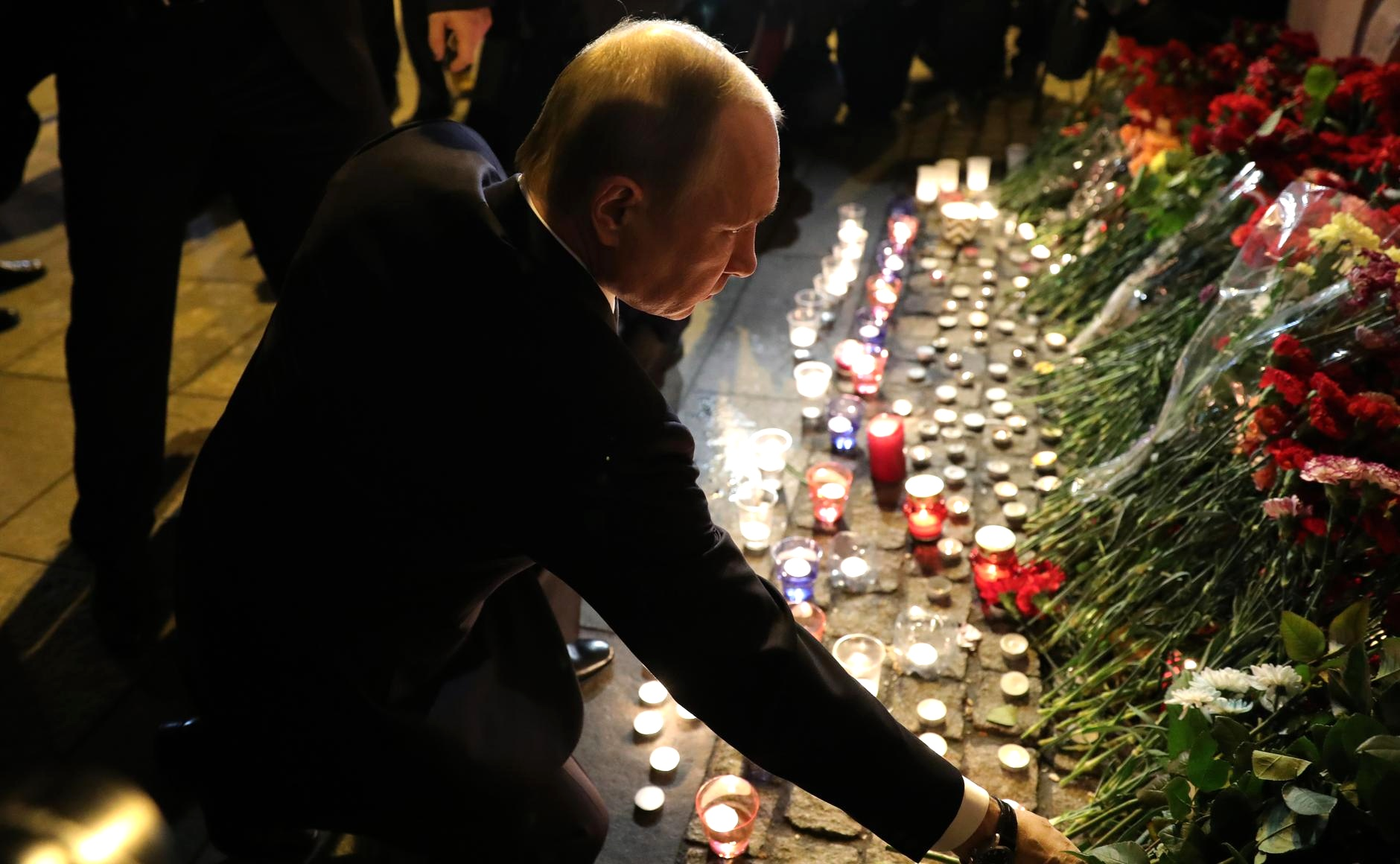
Le président Vladimir Poutine rendant hommage aux victimes devant l'entrée de la station Tekhnologuitcheski institout, le soir de l'attentat.

Le 3 avril, le président russe Vladimir Poutine présente « ses condoléances » aux victimes lors d'une courte intervention télévisée. Il se rend ensuite sur les lieux pour déposer un bouquet de fleurs rouges devant l'entrée de la station Tekhnologuitcheski institout, où s'est arrêté le train frappé par l'explosion.

### Réactions internationales
Le même jour, plusieurs dirigeants et représentants de pays étrangers, et d'organisations internationales, manifestent leur émotion devant ce drame[réf. souhaitée] :
- États-Unis : le président américain, Donald Trump, dénonce « une chose absolument horrible »[9].
- France : le président de la République, François Hollande, et le ministre des Affaires étrangères, Jean-Marc Ayrault, expriment leur « solidarité » avec la Russie[9].
- Royaume-Uni : le ministre des Affaires étrangères du Royaume-Uni, Boris Johnson, se dit « horrifié » par cette explosion et présente ses condoléances aux victimes et à leurs familles[9].
- Syrie : le président syrien, Bachar el-Assad, « condamne » l'explosion[réf. souhaitée].
- UE : la chef de la diplomatie européenne, Federica Mogherini, adresse « ses pensées » au peuple de Russie[9].
- ONU : le Conseil de sécurité des Nations unies condamne fermement « l'attentat terroriste barbare et lâche »[11].

### Hommage
Le 5 avril à minuit, la tour Eiffel est éteinte en hommage aux victimes.